# Fiołek wonny

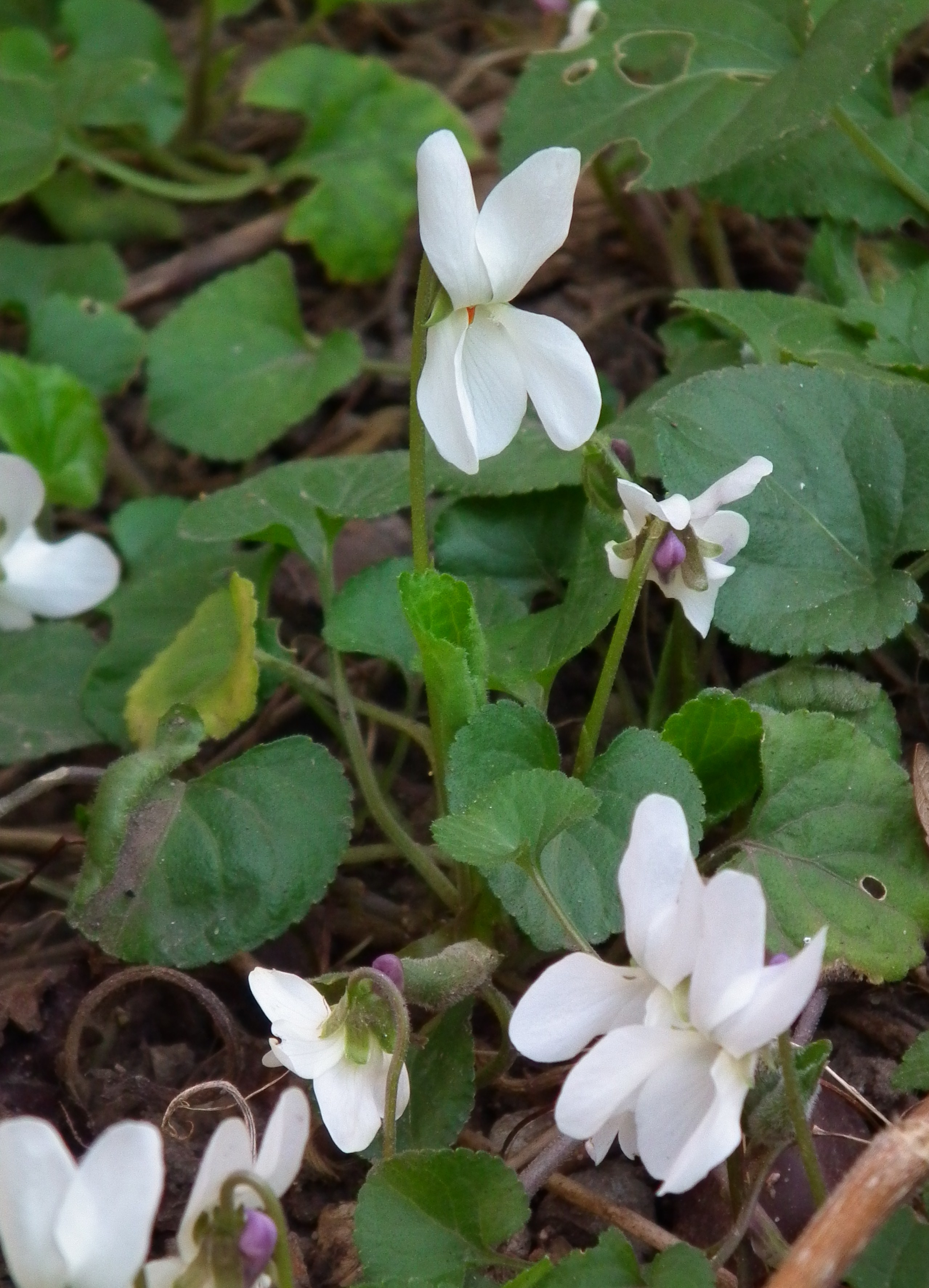
Forma białokwiatowa

Fiołek wonny, fiołek pachnący (Viola odorata L.) – gatunek rośliny należący do rodziny fiołkowatych. Występuje w stanie dzikim w Europie, w zachodniej Azji (Cypr, Turcja) i północnej Afryce (Makaronezja, Wyspy Kanaryjskie). W Polsce średnio pospolity na niżu i w niższych położeniach górskich. Uprawiany i często dziczejący.

## Morfologia
PokrójPłożący, ze ścielącymi się rozłogami. Wysokość 5–10 cm.
LiścieOmszone, od spodu błyszczące, nerkowate lub jajowate, u nasady sercowate. Przylistki frędzlowate, lancetowate, o szerokości 3–4 mm.
KwiatyCiemnofioletowe, rzadziej białe, wonne. Płatek dolny na szczycie wycięty, działki tępe.
OwoceTorebka kulistawa, owłosiona.
Część podziemnaKłącze.

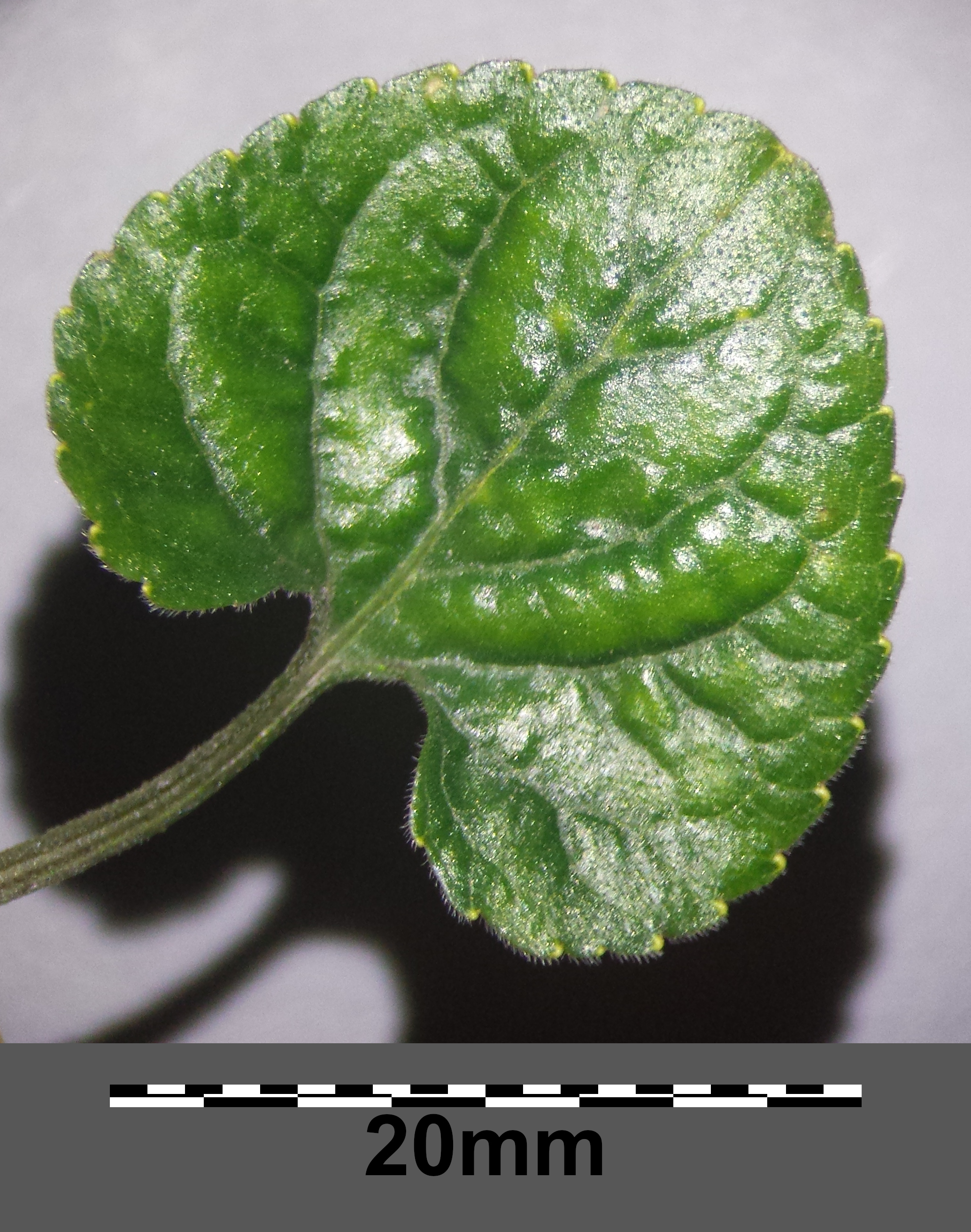
Liść
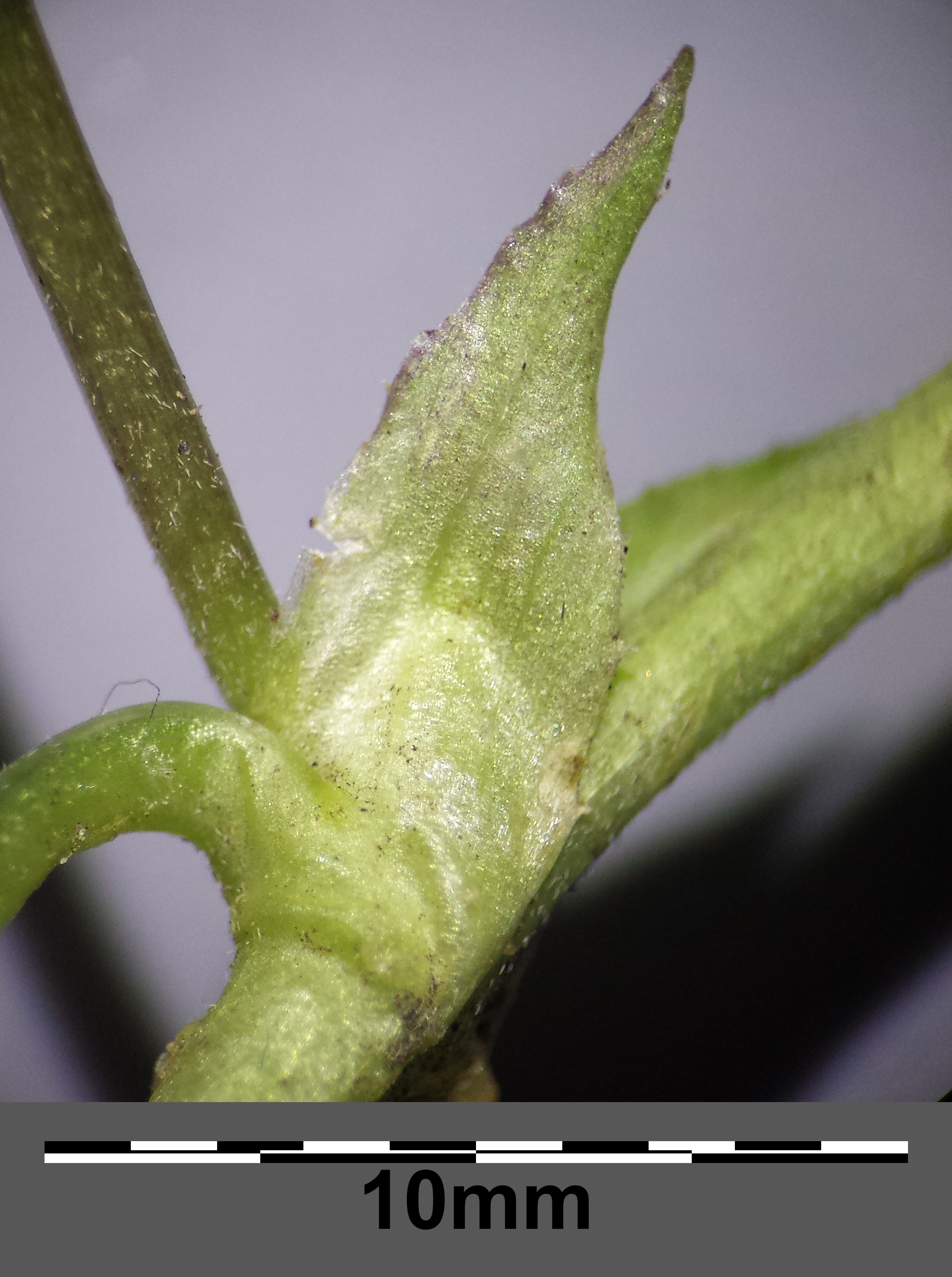
Przylistek
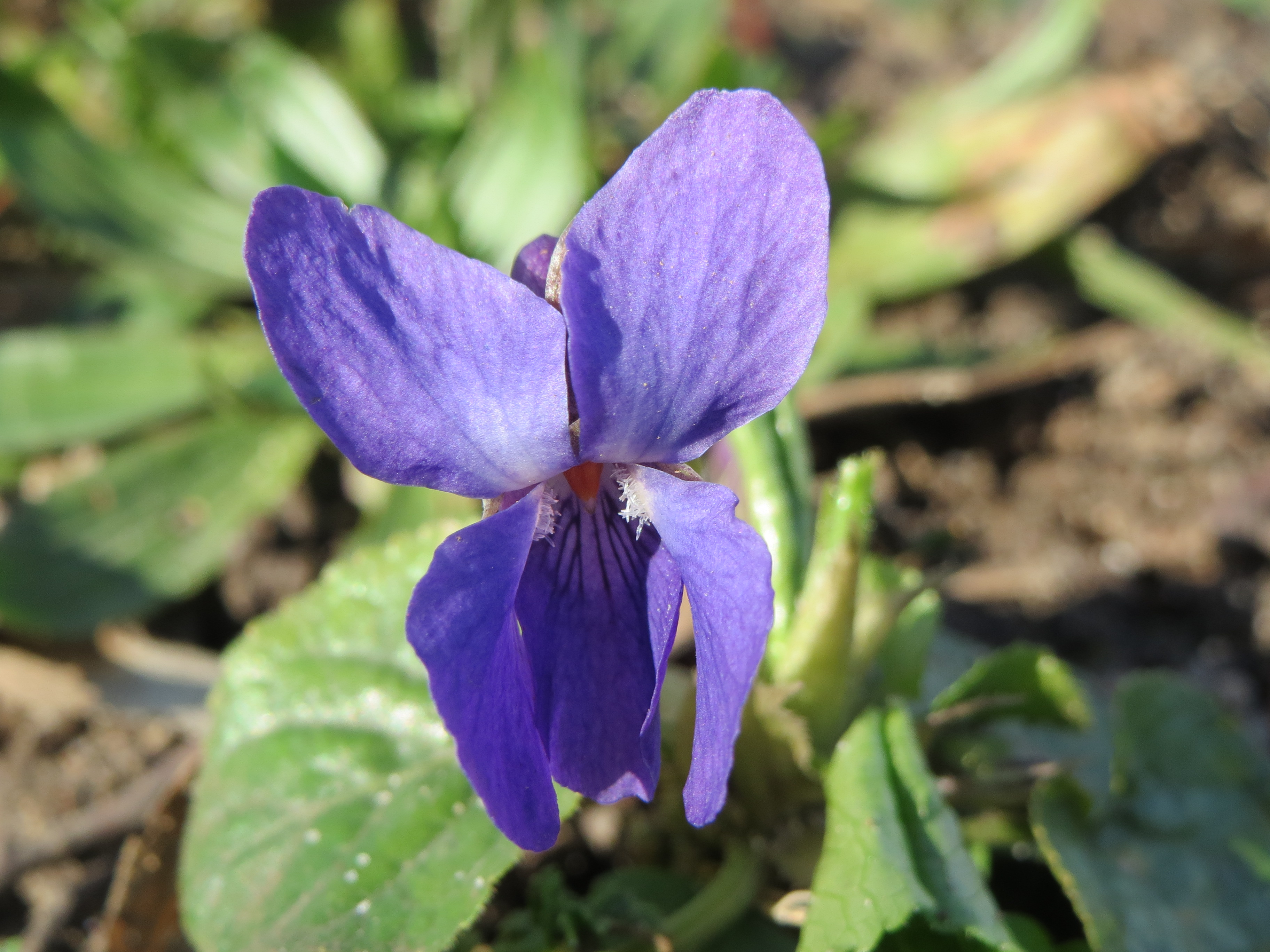
Kwiat
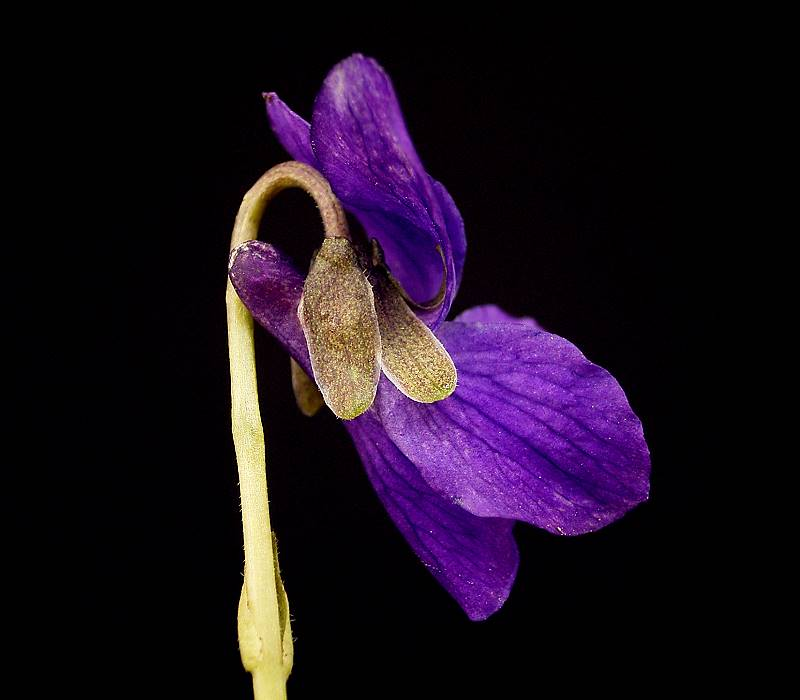
Kwiat
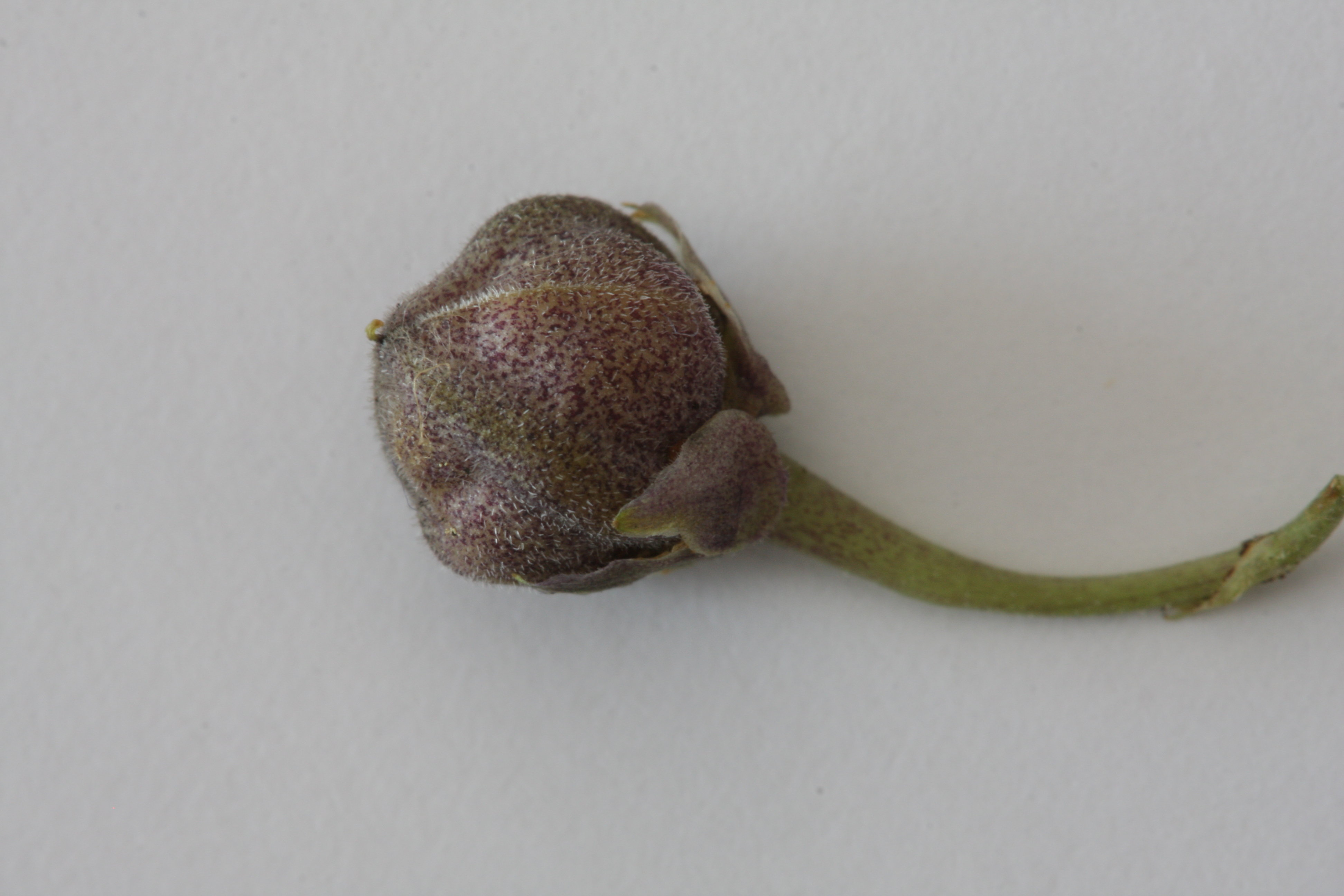
Owoc

## Biologia i ekologia
Bylina, hemikryptofit. Kwitnie od marca do kwietnia. Zasiedla widne lasy liściaste i ich skraje, zarośla, trawiaste polany, trawniki. W klasyfikacji zbiorowisk roślinnych gatunek charakterystyczny dla O. Glechometalia. Jest rośliną półzimozieloną – część liści pozostaje do okresu wiosny. Rośnie na stanowiskach półcienistych lub cienistych, na glebie próchniczej, lekko wilgotnej.

## Zastosowanie
- Roślina lecznicza:
  - Surowiec zielarski: Ziele fiołka wonnego z korzeniami (Herba Violae odoratae cum radicibus) zawiera wiolinę, wiolatozyd, pochodne delfinidyny (wiolanina), olejek eteryczny, którego głównym składnikiem jest iron, saponiny triterpenowe, śluz.
  - Działanie: działa wykrztuśnie, napotnie, moczopędnie, odkażająco, żółciopędnie i rozkurczowo. Upłynnia zalegający śluz w drogach oddechowych, ułatwiając jego wydalenie. Przedawkowanie powoduje nudności, wymioty i biegunkę.
  - Zbiór i suszenie: w porze kwitnienia. Surowiec suszy się w temp. 20–40 °C.
- Sztuka kulinarna: liście fiołka można dodawać do wiosennych zup. Kwiaty dawniej kandyzowano, produkowano z nich syrop na kaszel[6] oraz używano ich do aromatyzowania octu.
- Uprawiany jako roślina ozdobna ze względu na swój bardzo przyjemny zapach oraz piękne kwiaty.

## Zmienność
Tworzy mieszańce z fiołkiem białym, f. bławatkowym, f. kosmatym, f. pagórkowym.